# Кастелацо Новарезе
Кастелацо Новарезе (итал. Castellazzo Novarese) је насеље у Италији у округу Новара, региону Пијемонт.
Према процени из 2011. у насељу је живело 242 становника. Насеље се налази на надморској висини од 183 м.

## Становништво
| 1936. | 1951. | 1961. | 1971. | 1981. | 1991. | 2001. | 2011. |
| ----- | ----- | ----- | ----- | ----- | ----- | ----- | ----- |
| 612   | 655   | 551   | 428   | 313   | 272   | 260   | 323   |